# Järnbrott

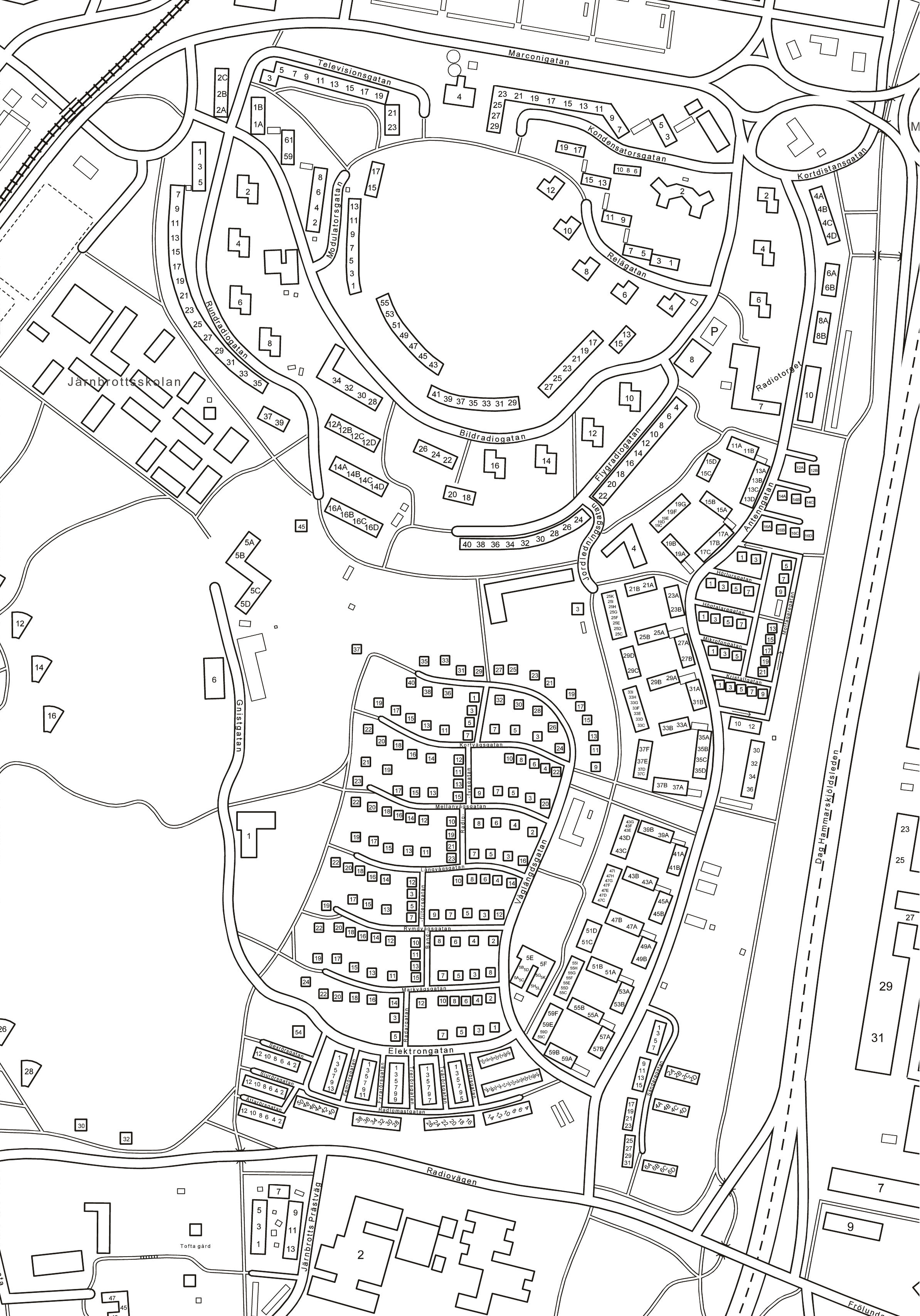
Karta över Järnbrott

Järnbrott är en stadsdel och ett primärområde i stadsområde Sydväst i Göteborgs kommun, och innefattar området runt Radiotorget. I norr utgör Marconigatan gräns mot Flatås och Kaverös. I öster utgör Dag Hammarskjöldsleden gräns mot Högsbo industriområde. Stadsdelen har en areal på 636 hektar.

## Bebyggelse
På tidigare jordbruksmark, som inkorporerades 1945 från Västra Frölunda landskommun, byggdes åren 1951-1954 omkring 2 850 lägenheter i lamellhus, punkthus, radhus och villor.

### Byggnadskvarter
- 1 kv. Arbetsbänken
- 2 kv. Armeringsjärnet
- 3 kv. Badkaret
- 4 kv. Balkongen
- 5 kv. Balkongräcket
- 6 kv. Betongen
- 7 kv. Betongplattan
- 8 kv. Bjälken
- 9 kv. Bjälklaget
- 10 kv. Bottenplattan
- 11 kv. Branddörren
- 12 kv. Brandmuren
- 13 kv. Burspråket
- 14 kv. Cementen
- 15 kv. Dörren
- 16 kv. Dörrkarmen
- 17 kv. Dörrlisten
- 18 kv. Dörrlåset
- 19 kv. Dörrspegeln
- 20 kv. Eternitplattan
- 21 kv. Formbrädan
- 22 kv. Fönsterblecket
- 23 kv. Fönsterbågen
- 24 kv. Fönsterbänken
- 25 kv. Fönsterkarmen
- 26 kv. Fönsterlåset
- 27 kv. Fönsterventilen
- 28 kv. Fönstret
- 29 kv. Gipsbruket
- 30 kv. Gipsplattan
- 31 kv. Glasdörren
- 32 kv. Glasrutan
- 33 kv. Golvbrädan
- 34 kv. Golvet
- 35 kv. Golvlisten
- 36 kv. Golvplattan
- 37 kv. Golvtiljan
- 38 kv. Grunden
- 39 kv. Grundfilten
- 40 kv. Grundplattan
- 41 kv. Gångjärnet
- 42 kv. Hanbjälken
- 43 kv. Handledaren
- 44 kv. Hatthyllan
- 46 kv. Hjärtstocken
- 47 kv. Hålblocket
- 48 kv. Hålteglet
- 49 kv. Högbenet
- 50 kv. Hörnjärnet
- 51 kv. Hörnskåpet
- 52 kv. Imventilen
- 53 kv. Innanfönstret
- 54 kv. Järnbalken
- 55 kv. Kakelplattan
- 56 kv. Kakelugnen
- 57 kv. Kallimmet
- 58 kv. Kaminen
- 59 kv. Kamjärnet
- 60 kv. Kantlisten
- 61 kv. Källardörren
- 62 kv. Källargolvet
- 63 kv. Ledstången
- 64 kv. Limmet
- 65 kv. Läkten
- 66 kv. Lättbetongen
- 67 kv. Marmorplattan
- 69 kv. Muren[3]
- 70 kv. Murteglet
- 71 kv. Nockteglet[3]
- 72 kv. Parketten[3]
- 73 kv. Pelaren[3]
- 74 kv. Plankan[3]
- 77 kv. Plattjärnet[3]
- 81 kv. Remstycket
- 83 kv. Rökstocken
- 84 kv. Rörmattan
- 86 kv. Skjutdörren
- 89 kv. Sparren
- 90 kv. Spiraltrappan
- 91 kv. Spännpappen
- 92 kv. Stenullsplattan
- 93 kv. Stocken
- 97 kv. Stupröret[4]
- 100 kv. Syllen
- 104 kv. Takkupan
- 106 kv. Takpanelen
- 107 kv. Takpappen
- 110 kv. Tegelpannan
- 114 kv. Tvättstället
- 117 kv. Valvteglet
- 120 kv. Värmepannan[3]
- 121 kv. Dörrskylten[3]
- 122 kv. Dörrhandtaget[3]
- 123 kv. Dörrstopparen[3]
- 130 kv. Golvmassan
- 132 kv. Huvudnyckeln
- 134 kv. Halmplattan
- 137 kv. Takluckan
- 138 kv. Betongpålen
- 139 kv. Fläktrummet
- 140 kv. Takspånet
- 141 kv. Takräcket
- 142 kv. Laxknuten
- 145 kv. Armeringsmattan[4]
- 146 kv. Asbestplattan[4]
- 147 kv. Träfiberplattan[4]
- 148 kv. Gallerplattan[4]
- 149 kv. Bjälklagsplattan
- 150 kv. Vridfönstret
- 153 kv. Vindskivan
- 154 kv. Panelradiatorn
- 155 kv. Skjutfönstret
- 156 kv. Garderoben
- 157 kv. Lamelldörren
- 158 kv. Ytterdörren
- 159 kv. Ytterväggen
- 160 kv. Bärlinan
- 164 kv. Profiljärnet
- 165 kv. Korkparketten
- 166 kv. Grundmuren
- 168 kv. Takåsen
- 170 kv. Listen
- 171 kv. Panelen
- 172 kv. Källarfönstret
- 180 kv. Trapphuset
- 182 kv. Källarnyckeln
- 185 kv. Dräneringsröret
- 186 kv. Tjärpappen
- 190 kv. Sandspacklet
- 193 kv.
- 200 kv. Gräsmattan
- 204 kv. Golvbrunnen
- 207 kv. Balustraden[4]
- 210 kv. Hammarbandet

## Ortnamnet
Namnets fulla betydelse är okänt, men en teori är att det har betydelsen "den jämna röjningen", genom den äldsta skriftformen Jambrudhe år 1413. Övriga namnformer är Jernbrotha 1550 och Jernebrått 1576, som skulle kunna ha med järn eller järnföremål att göra.

## Skolor
- Skytteskolan uppfördes 1966 som låg- och mellanstadieskola i stadsdelen Järnbrott på tomt nr 1 i 128 kvarteret Takfönstret och med adress Marklandsgatan 21. Tomten var på cirka 24 000 kvadratmeter och hade tidigare varit koloniträdgårdar. Skolan byggdes huvudsakligen i tegel och betong bestod av fyra friliggande huskroppar. Arkitekt Lund & Valentin arkitekter [7] (Skolan låg i primärområdet Högsbotorp och inte i Järnbrott. Den revs 2019 och ny skola är under byggnation.)
- Järnbrottsskolan.
- Björkåsskolan.
- Kavåsskolan, som uppfördes på tomt nr 3 i 155:e kvarteret Skjutfönstret. Skolan stod klar till höstterminen 1965 och ritades av Boustedt & Heineman arkitektkontor.[8]

## Fritidsverksamhet
Den 18 juni 1968 beslöts att en fritidsgård skulle uppföras i kvarteret Laxknuten i Järnbrott. Med inventarier kostade den 2,35 miljoner kronor.

## Nyckeltal

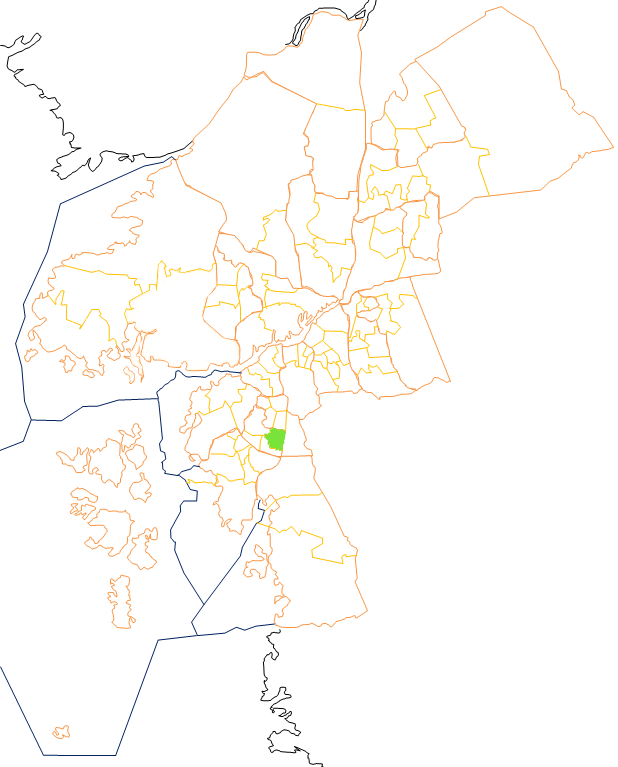
Järnbrott

Nyckeltalen redovisar statistik som beskriver Göteborg och dess 96 delområden, primärområden, per den 31 december och kan användas för att jämföra de olika områdena. Nedan redovisas uppgifter för primärområdet och jämförelse görs mot uppgifterna för hela kommunen.
|                                                           | Järnbrott  | Hela Göteborg |
| --------------------------------------------------------- | ---------- | ------------- |
| Folkmängd                                                 | 4 321      | 587 549       |
| Befolkningsförändring 2020–2021                           | +125       | +4 493        |
| Andel födda i utlandet                                    | 20,6 %     | 28,3 %        |
| Andel utrikes födda eller med två utrikes födda föräldrar | 27,1 %     | 38,1 %        |
| Medelinkomst                                              | 319 200 kr | 332 400 kr    |
| Arbetslöshet                                              | 5,5 %      | 6,6 %         |
| Antal ersatta dagar från F-kassan per person (16-64 år)   | 26,8       | 19,5          |
| Andel med eftergymnasial utbildning (minst 3 år)          | 35,2 %     | 37,9 %        |
| Andel bostäder byggda 1951–1960                           | 75,0 %     |               |
| Andel bostäder i allmännyttan                             | 47,8 %     | 25,9 %        |
| Antal färdigställda bostäder 2021                         | 77         |               |
| Andel bostäder i småhus                                   | 13,4 %     | 18,3 %        |

## Stadsområdes- och stadsdelsnämndstillhörighet
Primärområdet tillhörde fram till årsskiftet 2020/2021 stadsdelsnämndsområdet Askim-Frölunda-Högsbo och ingår sedan den 1 januari 2021 i stadsområde Sydväst.